# Gustav Christensen
Gustav Ørsøe Christensen (* 7. September 2004 in Ikast) ist ein dänischer Fußballspieler. Er steht aktuell bei Hertha BSC unter Vertrag und ist an den FC Ingolstadt verliehen und ist dänischer Nachwuchsnationalspieler.

## Karriere

### Verein
Gustav Christensen wurde in Ikast in der Mitte von Jütland geboren und spielte bei Ikast fS, bevor er in die Fußballschule des FC Midtjylland wechselte. Er gab am 3. November 2022 im Alter von 18 Jahren beim 2:0-Sieg im Europa-League-Gruppenspiel gegen den SK Sturm Graz sein Profidebüt. Bereits am 19. Oktober 2022 durfte Christensen beim 6:0-Sieg im dänischen Pokal im Auswärtsspiel gegen Frederiksberg Alliancen 2000 (FA 2000) erste Minuten im Trikot der ersten Mannschaft schnuppern. Dabei gelang ihm in der 65. Minute der Treffer zum 5:0.
In der Sommertransferperiode der Saison 2023/24 wechselte Gustav Christensen nach Deutschland zum zuvor aus der Bundesliga abgestiegenen Hertha BSC und unterschrieb dort einen Vertrag bis 2027.

#### FC Ingolstadt
Am 3. Februar 2025 wechselt Christensen per Leihe zum FC Ingolstadt.

### Nationalmannschaft
Gustav Christensen gab am 18. August 2019 bei einer 0:2-Niederlage gegen England während eines Turniers sein Debüt für die U16-Junioren der Dänen. Er kam bis Februar 2020 auf 10 Einsätze (4 Tore). Am 9. Oktober 2020 absolvierte Christensen beim 2:2 im Freundschaftsspiel gegen Deutschland sein einziges Länderspiel für die U17 Dänemarks. Ab September 2021 kam er zu neun Spielen für die U18 der Dänen und schoss dabei 6 Tore. Seit September 2022 ist Gustav Christensen U19-Nationalspieler.